# Illetes
|  | No s'ha de confondre amb les Illetes, bocí de costa de Formentera. |

Illetes és una barriada residencial i turística del terme de Calvià, a Mallorca, situat entre Cal Català i Bendinat, que pren el nom d'un grup d'illots de la costa de Calvià: l'Illa de la Caleta, l'Illa de l'Estenedor (avui unida a Mallorca per un istme) i l'Illa de la Torre. Si fa no fa, la barriada comença a la Punta de la Grava, al començament del passeig d'Illetes, i acaba a Cala Xinxell i al fort d'Illetes.
Compta amb força hotels a la part més pròxima a la riba, mentre que els carrers més interiors són de caràcter més residencial. El procés d'urbanització començà el 1933 en uns terrenys de la possessió de Bendinat i el primer hotel fou l'Hotel Bon Sol, inaugurat el 1953. Hi han habitat l'arquitecte Francesc Casas i l'actor Errol Flynn (qui va establir la seva residència habitual devora de Patricia Wymore, la seva darrera dona, davant el Caló de les Gerres), els quals compten amb un carrer i un monòlit respectivament a la localitat. Entre els edificis de més interés hi ha els apartaments Roca Marina, obra d'Antonio Lamela, i l'Hotel de Mar, obra de Josep Antoni Coderch.
A la costa hi ha diverses zones de bany: de nord a sud, la platja de la Cova de la Grava, la Geneta, el Genetó, Cala Brogit, la Caleta de Bendinat o Platja d'Illetes, Cala Contesa i Cala Xinxell. Enfront de les illes hi ha el fort d'Illetes i, sobre l'Illa de la Torre, una torre de defensa que en els seus orígens feia part del sistema de vigilància de la costa de Calvià.

## Fort d'Illetes
El Fort d'Illetes és una fortificació militar del segle xix que es troba davant els tres illots, entre els nuclis d'Illetes i de Bendinat. Fou bastida d'acord amb les característiques d'una bateria del segle xix, si bé el projecte no es començà a estudiar fins a 1890, quan foren decidits els terrenys. El 1898 hom acabà d'expropiar els terrenys, segregats de la possessió de Bendinat. És de forma trapezoïdal i ocupa una superfície de 160.000 m². És envoltat de fossat i trinxera per foc de fuselleria.
Inicialment fou prevista per quatre obusos de 24 cm i sis canons de 15 cm, però el nombre i la classe del material anà variant amb el temps. Els primers anys del segle xx ja estava en funcionament, i el 1905 es creà el destí de comandant militar del fort d'Illetes. El 1934 fou emprat per empresonar els detenguts dels fets d'octubre, i durant la Guerra hi tancaren els carabiners i militars republicans. Al llarg de la Guerra i del primer franquisme hi hagué diverses execucions. El 1989 hom reformà la presó, hom bastí dos mòduls moderns i esdevengué un establiment per acomplir correctius per faltes greus.